# Braziliaans honkbalteam
Het Braziliaans honkbalteam is het nationale honkbalteam van Brazilië. Het team vertegenwoordigt Brazilië tijdens internationale wedstrijden.
Het Braziliaans honkbalteam hoort bij de Pan-Amerikaanse Honkbal Confederatie (COPABE).

## Wereldkampioenschappen
Brazilië nam 3x deel aan de wereldkampioenschappen honkbal. De zevende plaats in de eindrangschikking in van 2003 was de hoogste klassering.
| Editie    | 1972 | 2003 | 2005 |
| Prestatie | 12e  | 7e   | 13e  |

### World Baseball Classic
Brazilië nam in 2009 voor het eerst deel aan de World Baseball Classic middels de eindzege in hun kwalificatiegroep.
| Editie    | 2006 | 2009 | 2013 |
| Prestatie |      |      | 1R   |